# Petrothrincus pauliani
Petrothrincus pauliani is een schietmot uit de familie Petrothrincidae. De soort komt voor in het Afrotropisch gebied.